# Pseudocoris yamashiroi
Pseudocoris yamashiroi là một loài cá biển thuộc chi Pseudocoris trong họ Cá bàng chài. Loài này được mô tả lần đầu tiên vào năm 1931.

## Từ nguyên
Từ định danh yamashiroi của loài được đặt theo tên của A. Yamashiro, giáo sư ngôn ngữ Anh người mà Schmidt đã "mang ơn rất nhiều"

## Phạm vi phân bố và môi trường sống
Trước đây, P. yamashiroi được cho là có phạm vi phân bố ở cả Ấn Độ Dương và Thái Bình Dương. Tuy nhiên, quần thể ở Ấn Độ Dương đã được xác định là một loài mới do có sự khác biệt về bộ gen, hình thái và kiểu màu của cá đực, với danh pháp là Pseudocoris hemichrysos.
Theo đó, phạm vi thực sự của P. yamashiroi chỉ giới hạn ở Tây–Trung Thái Bình Dương. Loài này được ghi nhận từ vùng biển Nam Nhật Bản (bao gồm quần đảo Ryukyu và quần đảo Ogasawara) và đảo Đài Loan, trải dài đến khắp các vùng biển thuộc Đông Nam Á hải đảo, về phía nam đến rạn san hô Great Barrier và quần đảo Kermadec, mở rộng phạm vi về phía đông rộng đến các đảo quốc, quần đảo thuộc châu Đại Dương (xa nhất là đến Marshall).
P. yamashiroi sống gần các rạn san hô ngoài khơi và trong các đầm phá, thường tập trung trên nền đáy cát ở độ sâu được ghi nhận trong khoảng từ 5 đến 30 m.

## Mô tả
P. yamashiroi có chiều dài cơ thể tối đa được ghi nhận là 16 cm. Cá con khi còn sống có màu nâu cam, vây đuôi có màu vàng chanh, ánh màu bạc ở bụng và ngực. Cá cái có nhiều biến thể màu: nâu cam, vàng lục hoặc xanh tím nhưng luôn có một đốm màu hồng tươi ở gốc vây ngực. Đầu có các vệt sọc màu xanh lam óng. Mống mắt màu đỏ rực. Cá đực có thân trên màu xanh lục lam, lốn đốm các vệt đen; vùng thân dưới và bụng màu trắng hoặc lục nhạt. Vây đuôi trong suốt với dải viền đen ở hai thùy. Đốm đỏ ở gốc vây ngực trở nên thẫm màu hơn.
Số gai ở vây lưng: 9; Số tia vây ở vây lưng: 12; Số gai ở vây hậu môn: 3; Số tia vây ở vây hậu môn: 12; Số tia vây ở vây ngực: 13.

## Sinh thái và hành vi
P. yamashiroi thường hợp thành nhóm và kiếm ăn trên động vật phù du.

### Trích dẫn
- "Review of the labrid fshes of the Indo-Pacifc Genus Pseudocoris, with a description of two new species" (PDF). Journal of the Ocean Science Foundation. Quyển 16. 2015. tr. 1–55. {{Chú thích tạp chí}}: Đã bỏ qua tham số không rõ |authors= (trợ giúp)